# Хасаев, Габибулла Рабаданович
Габибулла Рабаданович Хасаев (род. 2 апреля 1951, село Джирабачи Кайтагский район Дагестанская АССР) — российский экономист. В ноябре 2011 года был избран ректором Самарского государственного экономического университета (с 4 апреля 2016 года — и. о. ректора). Ученое звание — профессор. Заведующий кафедрой «Региональной экономики и управления» СГЭУ. С 19.08.2022 — председатель Общественной палаты Самары. Научный руководитель института экономики и управления Самарского университета им. Королёва.

## Биография
В 1973 году с отличием окончил Куйбышевский плановый институт по специальности планирование народного хозяйства, был Ленинским стипендиатом.
После окончания института Г. Р. Хасаев сразу же поступил в аспирантуру и начал работать над диссертацией. Затем работал преподавателем, старшим преподавателем, доцентом. Прошел годичную научную стажировку в Высшей школе экономики в Праге. В 1984 г. был избран заведующим кафедрой планирования народного хозяйства института.
На заре 90-х Г. Р. Хасаева пригласили в Куйбышевский горисполком на должность заместителя председателя — председателя городской плановой комиссии. С 1991 г. он работал первым заместителем главы администрации Самарской области, возглавляя финансово-экономический блок.
В администрации и в Правительстве Самарской области Габибулла Рабаданович проработал 20 лет — с 1991 до октября 2011 года; в разные периоды времени занимал такие значимые должности, как вице-губернатор, заместитель председателя правительства Самарской области — министр экономического развития, инвестиций и торговли Самарской области. С 2019 года более не является ректором Самарского Государственного Экономического университета.

## Научная деятельность
Исследование проблем региональной экономики, прогнозирования и стратегирования социально-экономического развития субъектов РФ и муниципальных образований, социальных и демографических процессов в регионе, управления трудовыми ресурсами, кластерной и инновационной политики.

## Публикации
Всего опубликовано более 120 научных (монографии, статьи, препринт, тезисы) и 9 учебно-методических (разделы в учебниках, учебное пособие, деловая игра и т. п.) работ.